# Dulovo (Bulharsko)
Dulovo (bulharsky Дулово , turecky Akkadınlar, rumunsky Accadânlar) je město v severovýchodním Bulharsku v Silisterské oblasti, v regionu Ludogorie, na severních svazích Ludogorské plošiny. Je správním centrem obštiny Dulovo a je třetím nejlidnatějším městem oblasti (po Silistře a Tutrakanu). Žije v něm přibližně 7 100 obyvatel.

## Historie
Jak dokládá nález mohyly s mnoha předměty z lokality Žažda, lze zdejší osídlení datovat do pravěku. Ve starověku tu žili Thrákové, protože tehdy tudy protékala již vyschlá říčka a vyvěralo zde mnoho pramenů. Poblíž města stály za první bulharské říše dvě pevnosti, ale v roce 1036 byly včetně zdejšího sídla zničeny nájezdem Pečeněhů.
Podle ústní tradice se začátkem osmanské nadvlády v blízkosti města nacházela dědina Alın Bahçe, v níž žilo smíšené obyvatelstvo Turků, Bulharů a Arménů a čítalo téměř 200 lidí. Tyto informace nejsou prokázány archeologickými výzkumy, ani písemnými důkazy, protože v jednom z nejstarších osmanských berním soupisu s mapou z roku 1530 není vesnice zmíněna, přestože jsou zde uvedeny jiné tři sousední dosud existující vsi. Je možné, že tehdy dědinu tvořilo je několik osad s málo domy a jméno dostalo teprve jejich seskupení. První písemná zmínka o obci se nachází v osmanském berním rejstříku z roku 1573, který zaznamenával daň z chovu ovcí; vesnice byla zapsána jako Akkadınlar. V dalším daňovém rejstříku z roku 1676, který zaznamenával daň z ječmene, se v dědině uvádí 30 domů s asi 200 obyvateli. V rejstříku z roku 1792 je už obec zaznamenána jako nahija, ke které patřilo 14 osad. Podle ruské vojenské topografické mapy vypracované Felixem Kanitzem na počátku 70. let 19. století žilo v obci 1 194 lidí ve 109 domech; obcí procházela nedávno vybudovaná dlážděná silnice Šumen-Silistra. Ještě před osvobozením Bulharska v roce 1878 zde žilo smíšené obyvatelstvo Bulharů a Turků, protože těsně před tím se v osadě usadili Bulhaři z preslavské oblasti.
Těsně po vzniku Bulharského knížectví v roce 1878 žilo v osadě 100 tureckých a 25 bulharských rodin a celkový počet obyvatel činil 900. Při správní reformě v roce 1882 byla vesnice Akkadănlar vyhlášena centrem okresu, který byl druhým největším venkovským okresem v knížectví, zahrnoval 75 sídel a na severu sahal až k Dunaji. Navzdory statusu okresního centra byly v obci blátivé ulice a žádné nové moderní budovy. Do obce nadále přicházeli bulharští osadníci z preslavské oblasti a od okolí Trojanu i ze severní Dobrudži. Pro vzdělávací potřeby jejich dětí byla v roce 1882 postavena světská škola, která byla první veřejnou budovou v obci. V roce 1895 byl založen první kulturní spolek a čitalište Samorazvitie. Objevily se i další státní instituce potřebné pro rozvoj okresního centra, ale další správní reformou v roce 1901 byl okres Akkadănlar zrušen. V letech 1903 – 04 tu vycházely bulharské noviny. Na začátku 20. století se obyvatelé Dulova a okolí zúčastnili několika válek a celkem jich, včetně první světové války, padlo 29.
Zásadním zásahem do života obce bylo začlenění jižní Dobrudžy do Rumunska v důsledku druhé balkánské války na základě Bukurešťské smlouvy z roku 1913. Řízení politického, hospodářského a kulturního života přešlo na rumunskou vládu. V onom období byl vyvíjen tlak na místní obyvatelstvo, bulharské školy byly uzavřeny a i mnoho Turků opustilo rodnou zemi a v letech 1935-36 odešlo do Turecka. Život se stal daleko obtížnějším a situaci často komplikovaly nájezdy odbojářů z Bulharska. Na začátku roku 1936 byla obec přejmenována na Albești. Ve školním roce 1937/38 pracovalo v okrese Dulovo 52 učitelů, převážně Rumunů, jen 9 Turků. V roce 1938 byla dokončena stavba kostela, která byla zahájena v roce v roce 1929.
25. září 1940 byla obec vrácena Bulharsku na základě Craiovské smlouvy z téhož roku. Došlo k výměně obyvatelstva, kdy odešli Arumuni, které Rumunská vláda nechala přistěhovat z Řecka, a ve vesnici a okolí se usadilo velké množství přistěhovalců ze severní Dobrudži – většina z nich z vesnice Baškoj v Tulečské oblasti. V obci se ubytovalo 55 rodin, celkem 258 lidí a navýšili tak počet Bulharů, jejichž podíl poklesl v třicátých letech na 3 %. V roce 1942 byla obec přejmenována na současný název podle raně středověké bulharské dynastie Dulo připojením přípony –ovo. Počet obyvatel začal prudce narůstat – v roce 1946 zde žilo 1 841 obyvatel a o deset let později 5 910. Bylo třeba vyřešit problémy se zásobováním vodou, která byla původně odebírána ze dvou místních studen hlubokých 35–40 m, a když vyschly, museli lidé přivážet vodu v sudech z místa zvaného Bunarlar Deresi, kde bylo 45 studní s pitnou vodou. Za komunistické vlády se Dulovo začalo pomalu, ale postupně modernizovat. Byly vybudovány velké průmyslové areály, rozvíjela se doprava a komunikace, byla postaveny obytné bloky a nové budovy pro vzdělávání a kulturu. V roce 1952 byla otevřena střední škola a postaven první obytný blok pro přistěhovalce z venkova. V 50. letech byly postaveny správní budovy, budova Bulharské národní banky, tehdejší ústřední obchodní dům a také stadion. Od roku 1952 do roku 1957 a potom od roku 1962 do roku 1991 tu vycházely noviny. Vzhledem k rostoucí poptávce po pracovní síle v průmyslu se obyvatelstvo koncentrovalo do měst, což vedlo k tomu, že v roce 1959 byly některé obce zrušeny a připojeny k větším centrům, která byla prohlášena za města. Za podobných okolností byl udělen statut města i Dulovu, a to 30. ledna 1960.
V létě roku 1960 bylo slavnostně otevřeno nádraží Dulovo a 11. března 1961 byla otevřena nově postavená budova místního čitalište v centru města. Dne 1. května byla slavnostně otevřena nová budova gymnázia. V roce 1962 byla také postavena nová budova první mateřské školy a později byly otevřeny další mateřské školy a jesle. V roce 1963 byla zahájena výroba v průmyslovém závodě Progress a otevřena strojně traktorová stanice. V roce 1973 byl v jižní části Dulova otevřen moderní závod na výrobu krmiv a v roce 1976 zprovozněna místní tabákovna. V roce 1983 byla vybudována a otevřena oblastní nemocnice s poliklinikou a 31. září 1989[chyba!] otevřela své brány odborná oděvní škola. 21. května 1989 protestovaly na hlavní ulici stovky místních Turků proti pobulharšťování jejich jmen a proti totalitnímu systému. Tím začal masový exodus turecké menšiny z Bulharska, načež bylo vylidněno mnoho domů a podniků. Po demokratických změnách došlo k výrazným proměnám i v Dulovu a nesly stejný charakter jako v celém Bulharsku. Velké závody vesměs zanikly a objevily se nové soukromé podniky. Byla zde otevřeny pobočky a kanceláře velkých bank a telekomunikačních společností. Došlo k obnově silniční infrastruktury, budov vzdělávacích a kulturních institucí. Dne 18. května 1998 bylo oficiálně otevřeno historické muzeum. Rozvinuly se různé druhy sociálních služeb. V roce 2022 byla otevřena nová moderní mateřská škola.

## Obyvatelstvo
Níže uvedená tabulka ukazuje vývoj populace města od třicátých let (1934–2021):
| Rok      | 1934  | 1946  | 1956  | 1965  | 1975  | 1985   | 1992  | 2001  | 2011  | 2021  |
| Populace | 1 532 | 1 992 | 5 860 | 8 048 | 9 894 | 10 888 | 7 618 | 6 997 | 6 537 | 6 281 |

K 15. prosinci 2024 ve městě žilo 7 154 obyvatel a bylo zde trvale hlášeno 8 194 obyvatel. Podle sčítání z 1. února 2011 bylo národnostní složení následující:
- Bulhaři: 2 946 (50.7 %)
- Turci: 2 349 (40.4 %)
- Romové: 458 (7.9 %)
- ostatní[p 3]: 56 (1.0 %)